# Indicatif régional 208

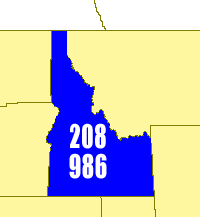
Carte de l'indicatif régional 208 désignant l'Idaho.

L'indicatif régional 208 est l'indicatif téléphonique régional qui dessert l'État de l'Idaho aux États-Unis. L'indicatif couvre l'ensemble de l'État.
L'indicatif régional 208 fait partie du Plan de numérotation nord-américain.

## Historique
L'indicatif régional 208 date de 1947 et est l'un des indicatifs originaux du Plan de numérotation nord-américain.